# New York Jets 1989
La stagione 1989 dei New York Jets è stata la 20ª della franchigia nella National Football League, la 30ª complessiva. La squadra terminò con un record finale di 4–12 e mentre le sconfitte si accumularono i tifosi iniziarono ad intonare il coro "Joe must go" (Joe deve andarsene, in riferimento al capo-allenatore Joe Walton), mentre le presenze allo stadio precipitarono. Walton fu licenziato a fine stagione.

## Scelte nel Draft 1989
| Scelte dei Jets nel Draft 1989 | Scelte dei Jets nel Draft 1989 | Scelte dei Jets nel Draft 1989 | Scelte dei Jets nel Draft 1989 | Scelte dei Jets nel Draft 1989 |
| Giro                           | Scelta                         | Giocatore                      | Ruolo                          | College                        |
| ------------------------------ | ------------------------------ | ------------------------------ | ------------------------------ | ------------------------------ |
| 1                              | 14                             | Jeff Lageman                   | DE                             | Virginia                       |
| 2                              | 42                             | Dennis Byrd                    | DT                             | Tulsa                          |
| 3                              | 70                             | Joe Mott                       | LB                             | Iowa                           |
| 4                              | 98                             | Ron Stallworth                 | DE                             | Auburn                         |
| 5                              | 126                            | Tony Martin                    | WR                             | Mesa                           |
| 6                              | 151                            | Marvin Washington              | DE                             | Idaho                          |
| 6                              | 153                            | Titus Dixon                    | WR                             | Troy                           |
| 7                              | 181                            | Stevon Moore                   | DB                             | Mississippi                    |
| 8                              | 209                            | A.B. Brown                     | RB                             | West Virginia                  |
| 9                              | 237                            | Pat Marlatt                    | DT                             | West Virginia                  |
| 10                             | 265                            | Adam Bob                       | LB                             | Texas A&M                      |
| 11                             | 293                            | Artie Holmes                   | DB                             | Washington St.                 |
| 12                             | 321                            | Willie Snead                   | WR                             | Florida                        |

## Roster
| Roster dei New York Jets nel 1989 |
| --- |
| Quarterback - 7 Ken O'Brien Running Back - 30 Brad Baxter FB - 29 A.B. Brown KR - 34 Johnny Hector - 24 Freeman McNeil - 43 Roger Vick Wide Receiver - 87 Chris Burkett - 84 Michael Harper - 88 Al Toon - 83 Jo-Jo Townsell Tight End - 84 Chris Dressel - 86 Keith Neubert - 82 Mickey Shuler Offensive Linemen - 60 Dan Alexander G - 66 Dave Cadigan G - 69 Jeff Criswell T - 79 Mike Haight G - 68 Reggie McElroy T - 75 Adam Schreiber G - 53 Jim Sweeney C Defensive Linemen - 90 Dennis Byrd DT - 91 Paul Frase DE/DT - 94 Scott Mersereau DT - 96 Ron Stallworth DE - 97 Marvin Washington DE Linebacker - 54 Troy Benson OLB - 59 Kyle Clifton MLB - 55 Alex Gordon OLB - 56 Jeff Lageman - 51 Joe Mott Defensive Back - 42 John Booty FS/CB - 35 Kerry Glenn CB - 40 James Hasty CB - 28 Carl Howard CB - 48 Bobby Humphery CB - 22 Erik McMillan FS - 25 George Radachowsky SS Special Team - 5 Pat Leahy K - 6 Joe Prokop P                                                 |
| Legenda - I rookie sono in corsivo. - Il primo ruolo è il principale mentre gli eventuali successivi indicano i ruoli secondari. - (IR) sta per Injured Reserve ed indica la lista ristretta per un solo giocatore infortunato che può tornare ad allenarsi dopo la settimana 6 e a rientrare in prima squadra dopo che questa ha giocato 8 partite. - (NF-Inj.) / (NF-Ill.) stanno rispettivamente per Non-Football Injured e Non-Football Illness ed indicano le liste dove viene inserito un giocatore che ha un infortunio o una malattia non dipendente dal football americano. - (PUP) sta per Physically Unable to Perform ed indica la lista dove viene inserito un giocatore mentre è in attesa di recuperare la condizione fisica. Nella stagione regolare dopo la sesta partita giocata dalla propria squadra, il giocatore ha tempo tre settimane per riprendere ad allenarsi, più tre settimane aggiuntive dal suo rientro agli allenamenti per rientrare in prima squadra. |

## Calendario
| Stagione regolare | Stagione regolare       | Stagione regolare | Stagione regolare   | Stagione regolare |
| Turno             | Avversario              | Risultato         | Stadio              |                   |
| ----------------- | ----------------------- | ----------------- | ------------------- | ----------------- |
| 1                 | New England Patriots    | S 27–24           | The Meadowlands     |                   |
| 2                 | at Cleveland Browns     | S 38–24           | Cleveland Stadium   |                   |
| 3                 | at Miami Dolphins       | V 40–33           | Joe Robbie Stadium  |                   |
| 4                 | Indianapolis Colts      | S 17–10           | The Meadowlands     |                   |
| 5                 | Los Angeles Raiders     | S 14–7            | The Meadowlands     |                   |
| 6                 | at New Orleans Saints   | S 29–14           | Louisiana Superdome |                   |
| 7                 | at Buffalo Bills        | S 34–3            | Rich Stadium        |                   |
| 8                 | San Francisco 49ers     | S 23–10           | The Meadowlands     |                   |
| 9                 | at New England Patriots | V 27–26           | Foxboro Stadium     |                   |
| 10                | Miami Dolphins          | S 31–23           | The Meadowlands     |                   |
| 11                | at Indianapolis Colts   | S 27–10           | Hoosier Dome        |                   |
| 12                | Atlanta Falcons         | V 27–7            | The Meadowlands     |                   |
| 13                | at San Diego Chargers   | V 20–17           | Jack Murphy Stadium |                   |
| 14                | Pittsburgh Steelers     | S 13–0            | The Meadowlands     |                   |
| 15                | at Los Angeles Rams     | S 38–14           | Anaheim Stadium     |                   |
| 16                | Buffalo Bills           | S 37–0            | The Meadowlands     |                   |

## Classifiche
| AFC East             | AFC East | AFC East | AFC East | AFC East | AFC East | AFC East | AFC East | AFC East | AFC East |
|                      | V        | S        | P        | %        | DIV      | CONF     | PF       | PS       | STR      |
| -------------------- | -------- | -------- | -------- | -------- | -------- | -------- | -------- | -------- | -------- |
| Buffalo Bills(3)     | 9        | 7        | 0        | .563     | 6–2      | 8–4      | 409      | 317      | V1       |
| Indianapolis Colts   | 8        | 8        | 0        | .500     | 4–4      | 7–5      | 298      | 301      | S1       |
| Miami Dolphins       | 8        | 8        | 0        | .500     | 4–4      | 6–8      | 331      | 379      | S2       |
| New England Patriots | 5        | 11       | 0        | .313     | 4–4      | 5–7      | 297      | 391      | S3       |
| New York Jets        | 4        | 12       | 0        | .250     | 2–6      | 3–9      | 253      | 411      | S3       |